# Skywind
Skywind — некоммерческая фанатская модификация для игры The Elder Scrolls V: Skyrim, воссоздающая игровой мир The Elder Scrolls III: Morrowind на игровом движке Creation Engine. До этого команда разработчиков выпустила модификацию под названием Morroblivion, что является переносом на более старый игровой движок Gamebryo, созданный для игры The Elder Scrolls IV: Oblivion. Проект находится в затяжной разработке с 2012 года и по сей день не имеет даты релиза, а степень готовности игры держится в секрете.